# Leisach
Leisach ist eine Gemeinde im Bezirk Lienz in Tirol in Österreich mit 721 Einwohnern (Stand 1. Jänner 2024). Die Gemeinde liegt im Gerichtsbezirk Lienz.

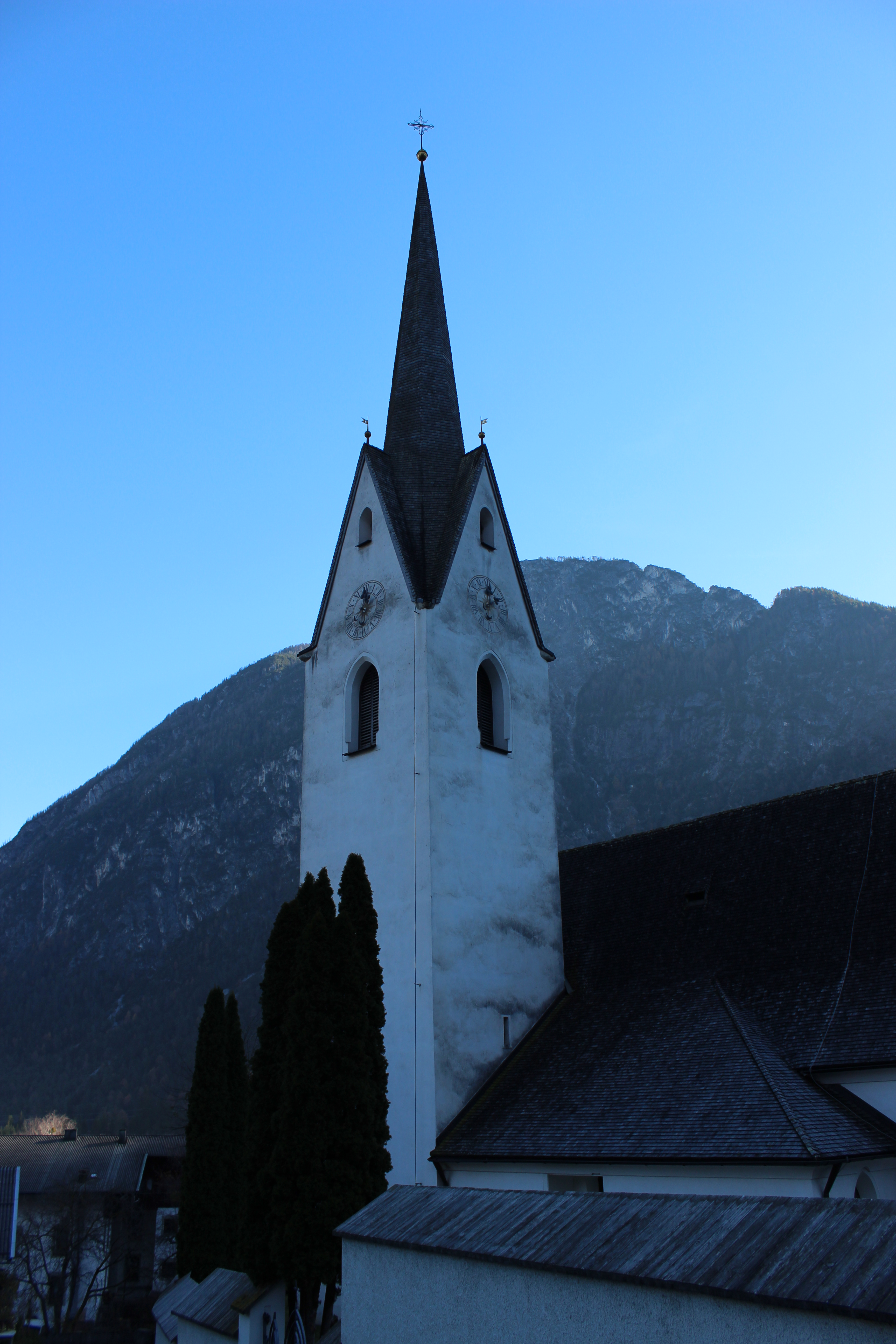
Katholische Pfarrkirche St. Michael.

## Geografie
Leisach liegt im Lienzer Talboden. Der Hauptort liegt auf einem Schuttkegel, der sich Richtung Drau vorgeschoben hat. Der Ortsteil Leisach Gries ist Ausgangspunkt der Lienzer Talboden  B100. Westlich verengt sich das Pustertal in der Lienzer Klause. Der Leisacher Hausberg ist der Spitzkofel (2717 m) im nördlichen Teil der Lienzer Dolomiten.
Der nächstgelegene Bahnhof der Pustertalbahn ist der von Lienz. Nachbargemeinden: Amlach, Assling, Lesachtal, Lienz, Untertilliach

### Gemeindegliederung
Leisach besteht aus den Katastralgemeinden Burgfrieden (784,62 ha) und Leisach (2.542,79 ha). Die Katastralgemeinde Burgfrieden nimmt den nordwestlichen Teil des Gemeindegebietes ein, wobei die Katastralgemeinde im Süden nur bis zum Beginn der schroffen Abhänge der Gamsalplspitze bzw. des Spitzkofel reicht. Im Südosten bildet der Rötenbach die Grenze zur Katastralgemeinde Leisach, im Nordosten verläuft die Grenze zwischen dem Gradenbach und dem Moosebach. Das davon östlich gelegene Gebiet sowie die gesamte Hochgebirgsregion des Gemeindegebiets entfällt auf die Katastralgemeinde Leisach.
Die Katastralgemeinde Leisach beherbergt mit dem Dorf Leisach (712 m ü. A.) die Hauptsiedlung der Gemeinde. Das Dorf Leisach liegt in der Talniederung der Drau im Norden des Gemeindegebietes an der Grenze zu Lienz und Amlach. Das Dorf liegt großteils links der Drau und umfasst neben dem eigentlichen Dorf auch die Einzelhöfe Kerschbaumer und Tschwabele sowie die Leisacher Alm und die Reiteralm. Rechts der Drau befindet sich die nach dem Zweiten Weltkrieg gegründete Drausiedlung. 2001 gehörten 147 Gebäude und 644 Einwohner zu Leisach. Südlich von Leisach liegt links und rechts der Bundesstraße die Siedlung Leisach-Gries (700 m ü. A.). Dieser Ortsteil entstand ebenfalls nach dem Zweiten Weltkrieg und beherbergt neben einer Wohnsiedlung auch das Gewerbegebiet von Leisach. Leisach-Gries umfasste 2001 46 Gebäude und 145 Einwohner.
In der Katastralgemeinde Burgfrieden, bis 1939 eine eigenständige Gemeinde, befinden sich verstreut mehrere Ortsteile. Folgt man der bei Gries von der Drautalstraße abzweigenden Pustertaler Höhenstraße so erreicht man  in der Talniederung die Häusergruppe um die Lienzer Klause. Folgt man der Straße weiter, erreicht man den Weiler Oberburgfrieden (1098 m ü. A.). An der Bundesstraße kurz vor der Grenze zu Assling liegt hingegen die Rotte Anger-Leiten. Nördlich der Lienzer Klause liegt zudem der Einzelhof Gloriach, südöstlich die Streusiedlung Hintental (840 m ü. A.). Der Einzelhof Angerlehauser befindet sich rechts der Drau. Des Weiteren gehören die Jagdhütten Albrechthütte und Schwandhütte sowie die Almen Forchergasl und Hubergasl zu Burgfrieden, das 2001 insgesamt 28 Gebäude und 92 Einwohner umfasste.

### Nachbargemeinden
|               | Lienz                                       |        |
| Assling       | Kompassrose, die auf Nachbargemeinden zeigt | Amlach |
| Untertilliach | Lesachtal (HE)                              |        |

## Bevölkerung

### Bevölkerungsstruktur
2012 lebten in der Gemeinde Leisach 824 Menschen. Gemessen an der Einwohnerzahl lag Leisach zu diesem Zeitpunkt im unteren Mittelfeld der 33 Gemeinden im Bezirk Lienz. Nach der Volkszählung 2001 waren 97,5 % der Bevölkerung österreichische Staatsbürger (Tirol: 90,6 %), bis zum Jahresbeginn 2012 sank der Wert nur unbedeutend auf 97,0 %. Von der Bevölkerung waren 2001 4,1 % im Ausland geboren, wobei der Großteil der nicht in Österreich geborenen Einwohner aus den EU-Mitgliedstaaten stammte. Zur römisch-katholischen Kirche bekannten sich 2001 94,8 % der Einwohner (Tirol: 83,4 %), 1,4 % hatten kein religiöses Bekenntnis, 1,2 % waren evangelisch und 1,1 % islamisch.
Der Altersdurchschnitt der Gemeindebevölkerung lag 2001 in etwa im Landesdurchschnitt. 19,5 % der Einwohner von Leisach waren jünger als 15 Jahre (Tirol: 18,4 %), 62,8 % zwischen 15 und 59 Jahre alt (Tirol: 63,0 %). Der Anteil der Einwohner über 59 Jahre lag mit 17,7 % leicht unter dem Landesdurchschnitt von 18,6 %. Der Altersdurchschnitt der Bevölkerung von Leisach stieg in der Folge deutlich. Der Anteil der unter 15-Jährigen sank per 1. Jänner 2012 auf 14,1 %, während der Anteil der Menschen zwischen 15 und 59 Jahren auf 65,8 % nach oben ging. Der Anteil der über 59-Jährigen stieg auf 20,1 %. Nach dem Familienstand waren 2001 47,8 % der Einwohner von Leisach ledig, 45,2 % verheiratet, 4,5 % verwitwet und 2,5 % geschieden.

## Geschichte
Zur Zeit der römischen Besatzung verlief die Straße von Aguntum nach Brixen durch das Gemeindegebiet. Die erste urkundliche Erwähnung stammt aus dem Jahr 1060. Um 1100 wird ein Schloss Liubisach erwähnt. Dieses war vermutlich ein Vorgängerbau der Neuburg (oder Nivenburg), die 1299 erstmals erwähnt wird. Diese wurde am Ausgang der Engstelle des Pustertales errichtet, 1253 wird sie erstmals als „Lienzer Klause“ bezeichnet. Im 14. Jahrhundert war sie Sitz eines Gerichtes, das leichte Fälle verhandelte. Die Bewohner waren zur Verteidigung der Klause verpflichtet und dafür von Steuern befreit. Aus Angst vor den Türken wurde um 1460 die Klause ausgebaut. 1661 erfolgte ein weiterer Ausbau. Die Sperre verlor ihre Bedeutung, als um 1760 die Straße ins Tal verlegt wurde. Im Jahr 1788 kauften zwei Bauern die Gebäude und das Gelände. Die Anlage ist noch heute in bäuerlichem Besitz.

### Bevölkerungsentwicklung
Die Einwohnerzahl des Gebietes der heutigen Gemeinde Leisach entwickelte sich ähnlich wie jene des Bezirks Lienz. Zwischen 1869 und 1900 sank die Einwohnerzahl um rund 15 % und erreicht zur Jahrhundertwende mit 418 Menschen einen Tiefstand. Danach begann die Einwohnerzahl langsam aber dauerhaft zu steigen. Nachdem 1939 der Ausgangswert von 1869 wieder nahezu erreicht war, stieg die Bevölkerung nach dem Zweiten Weltkrieg durch Neubauprojekte stärker an. Mit Wachstumsraten von rund 10 % bis 20 % pro Jahrzehnt konnte Leisach seinen Bevölkerungsstand zwischen 1939 und 1981 um 60 % steigern, insbesondere durch eine positive Geburtenbilanz. Nach einem leichten, abwanderungsbedingten Schwund in den 1980er Jahren erreichte die Gemeinde mit Geburtenüberschüssen und Zuwanderung 2003 mit 895 Einwohnern ihren bisherigen Höchststand. Seitdem sank die Einwohnerzahl wieder ab, wobei die Gemeinde zwar einen Geburtenüberschuss aber eine stark negative Wanderungsbilanz aufwies.

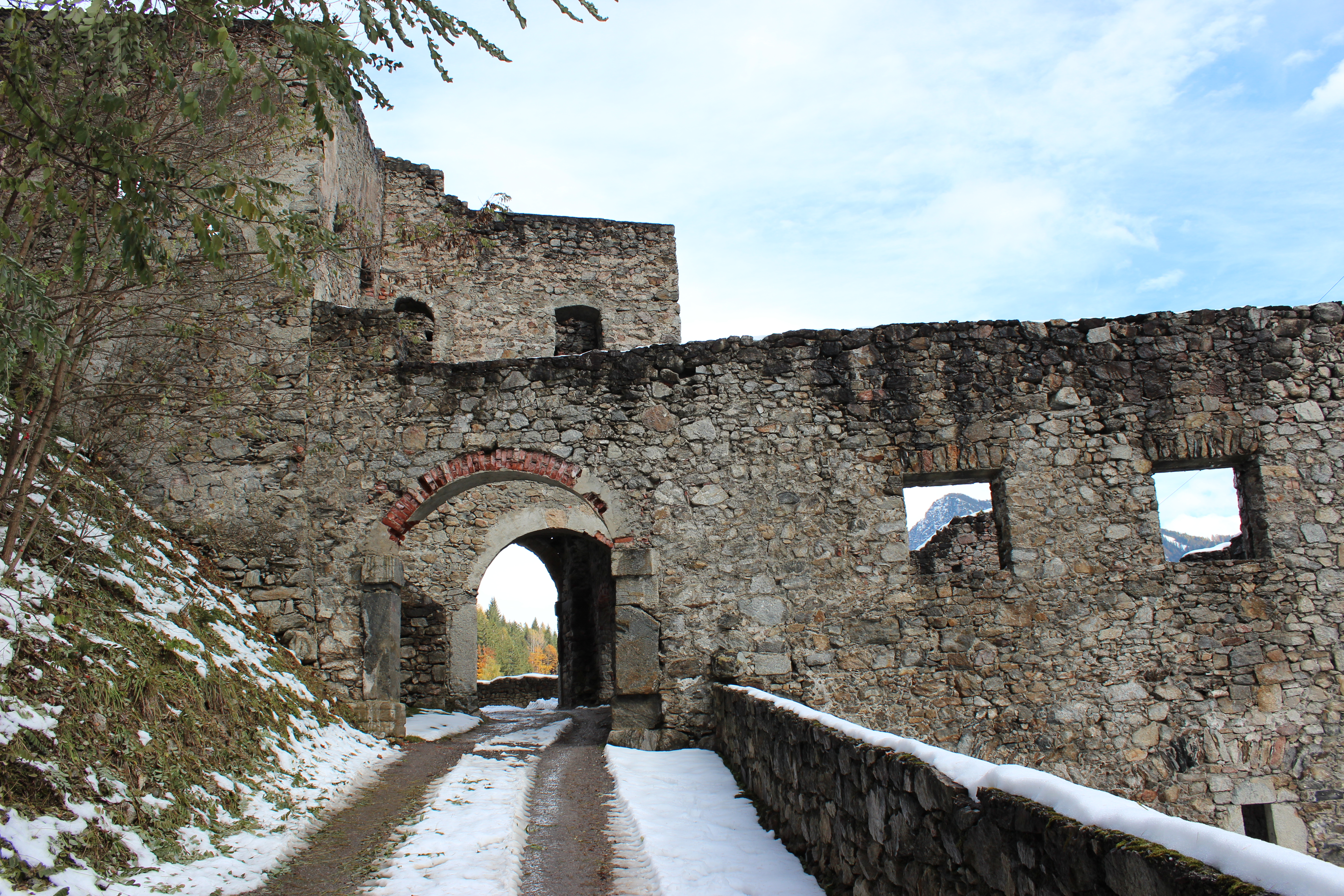
Lienzer Klause

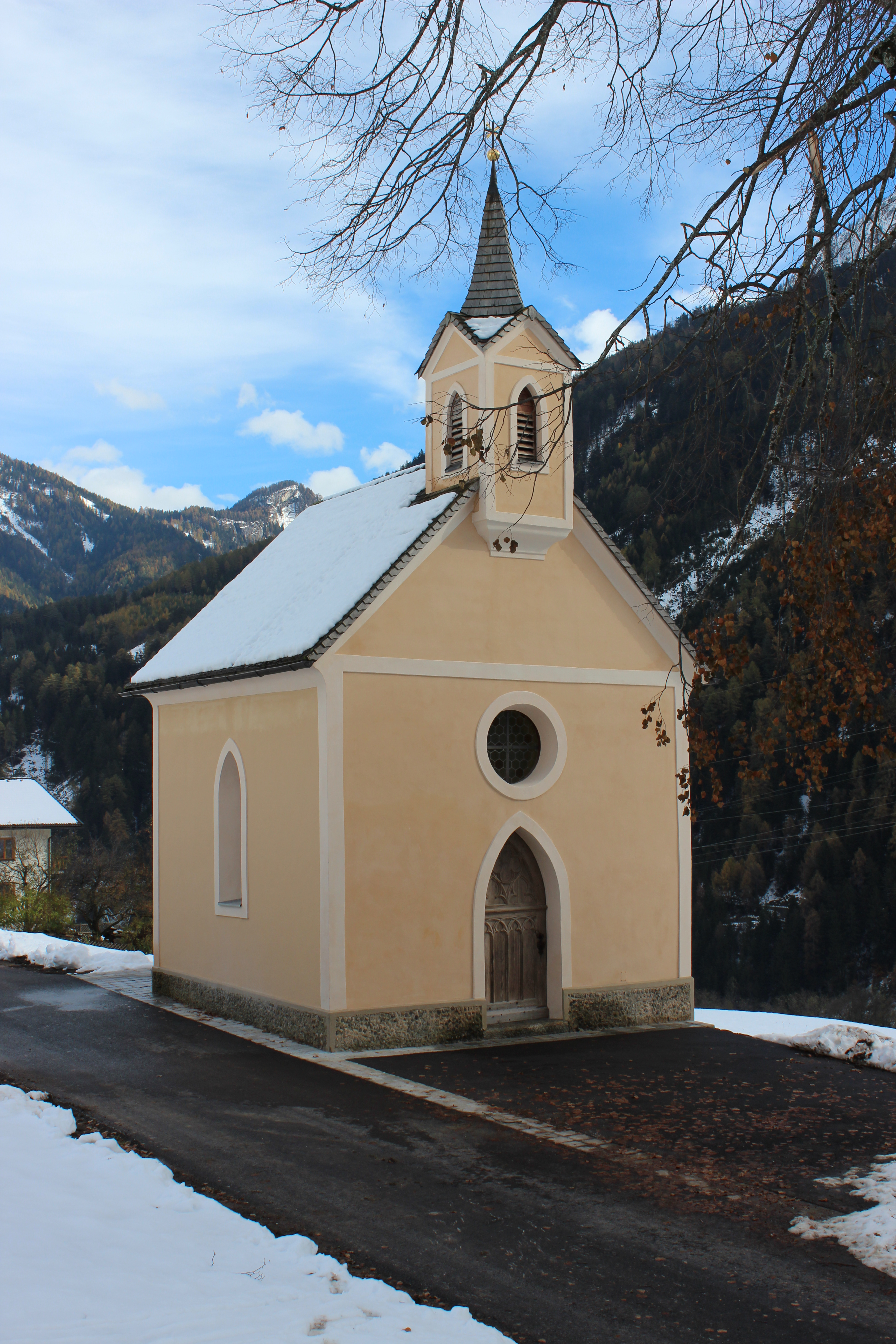
Lourdeskapelle

## Kultur und Sehenswürdigkeiten
- Katholische Pfarrkirche Leisach hl. Michael: Die fünfjochige Pfarrkirche, dessen westlichstes Joch von einem Erweiterungsbau aus den 1980er Jahren nach Plänen von Clemens Holzmeister umschlossen wird. Im Inneren ist die Kirche von der Gotik bzw. Neugotik geprägt.
- Lienzer Klause: Am 8. August 1809 konnte der Tiroler und Sextner Landsturm eine zwanzigfache Übermacht von Franzosen und Italienern aufhalten.
- Lourdeskapelle nächst der Lienzer Klause 1893 erbaut
- Michaels-Stöckl am östlichen Ortseingang nahe dem Leisacherhof
- Reiterkirchl auf der Reiteralm 1849 erbaut

## Wirtschaft und Infrastruktur

### Arbeitsstätten und Beschäftigte
Die im Rahmen der Volkszählung durchgeführte Arbeitsstättenzählung ergab 2001 in Leisach 25 Arbeitsstätten mit 170 Beschäftigten (ohne Landwirtschaft), wobei 90 % unselbständig Beschäftigte waren. Die Anzahl der Arbeitsstätten war dabei gegenüber dem Jahr 1991 um acht Betriebe (plus 47 %) gestiegen, die Anzahl der Beschäftigten um 56 Personen (49 %) gewachsen. Wichtigster Wirtschaftszweig war 2001 die Sachgütererzeugung mit sieben Betrieben und 75 Beschäftigten (44 % der Beschäftigten in der Gemeinde) gefolgt vom Bauwesen mit einer Arbeitsstätte und 32 Beschäftigten (19 % der Beschäftigten) und dem Beherbergungs- und Gaststättenwesen mit vier Arbeitsstätten und 22 Beschäftigten (13 % der Beschäftigten). In Leisach befanden sich 2001 lediglich zwei Betriebe mit 20 oder mehr Beschäftigten.
Von den 363 erwerbstätigen Einwohnern aus Leisach gingen 2010 lediglich 58 Personen in der Gemeinde ihrer Beschäftigung nach. 305 mussten zur Arbeit auspendeln. Von den Auspendlern hatten 54 % ihre Arbeitsstätte im benachbarten Ballungszentrum Lienz. Weitere 25 % hatten im übrigen Bezirksgebiet eine Arbeitsstelle gefunden, weitere 15 bzw. 10 % pendelten nach Nordtirol (insbesondere Innsbruck) oder in ein anderes Bundesland aus, einer der Einwohner musste ins Ausland auspendeln. Die 140 Einpendler kamen fast ausschließlich aus dem Bezirk Lienz.

### Tourismus
Der Tourismus spielt für Leisach wirtschaftlich eine geringe Rolle. Sowohl im Sommer als auch im Winter erreicht die Tourismusintensität (Nächtigungen pro Einwohner) nur rund den halben Wert des Bezirksdurchschnittes. Die Gemeinde konnte im Tourismusjahr 2011/12 rund 16.000 Übernachtung zählen. Während in der Wintersaison leichte Nächtigungssteigerungen gegenüber der Jahrtausendwende erreicht werden konnten, sanken die Nächtigungszahlen in der Sommersaison stärker ab. So gingen die Übernachtungen in der Sommersaison zwischen 2000 und 2012 von  11.853 auf 8.750 Übernachtungen zurück, in der Wintersaison zwischen 1999/2000 und 2011/12 stiegen die Übernachtungen von 6.576 auf 6.965 Übernachtungen. Von den 8.750 Übernachtungen im Sommer 2012 entfielen 39 % auf Österreicher, 32 % auf Deutsche und 11 % auf Italiener. In der Gemeinde bestehen keine Hotels, weshalb den Gästen nur ein Gasthof, eine Pension sowie Privatzimmervermieter zur Verfügung stehen. Die Gemeinde gehört wie alle übrigen Osttiroler Gemeinden zum Tourismusverband Osttirol, wobei Leisach in der „Ferienregion Hochpustertal“ organisiert ist.

### Verkehr
Leisach wird verkehrstechnisch von der Drautalstraße (B 100) erschlossen, die die Gemeinde mit Lienz im Osten und Sillian im Westen verbindet. Die auf den Sonnenterrassen des Pustertals gelegenen Ortschaften der Gemeinde werden zudem von der Pustertaler Höhenstraße (L 324) durchquert, die von Leisach in die Gemeinden Assling, Anras und Abfaltersbach führt. Ebenfalls durch die Gemeinde entlang der Drau verkehrt die Drautalbahn. Da es auf dem Gemeindegebiet jedoch keinen Bahnhof gibt, befinden sich die nächstgelegenen Zustiege in Thal (Gemeinde Assling) bzw. in Lienz. Des Weiteren wird die Gemeinde durch Busse der Post AG von Lienz aus erschlossen.

### Abwasser
Leisach gehört dem Abwasserverband Lienzer Talboden an, zu dem neben Leisach auch zwölf Gemeinden des Unteren Iseltals und des Lienzer Talbodens gehören. Die Abwässer werden in die Kläranlage Dölsach geleitet, 2002 war die Kanalisierung bis auf Burgfrieden und einige Einzelobjekte abgeschlossen. Von den 216 abwasserproduzierenden Objekte waren 2002 85 % an die Kanalisation und die Kläranlage angeschlossen. Der Abfall, der in der Gemeinde anfällt, wird über den Abfallwirtschaftsverband Osttirol (AWVO) entsorgt.

## Politik

### Gemeinderat
Der Gemeinderat besteht aus elf Mitgliedern.
| Partei                                                          | 2022    | 2022    | 2016    | 2016    | 2010  | 2010  |
| Partei                                                          | Prozent | Mandate | Prozent | Mandate | %     | Mand. |
| --------------------------------------------------------------- | ------- | ------- | ------- | ------- | ----- | ----- |
| Aktiv in Leisach - Bürgermeisterliste Bernhard Zanon (AILZANON) | 59,10   | 7       | 47,27   | 5       | 43,13 |       |
| Gemeinsam für Leisach (GFL)                                     | 40,90   | 4       | 43,70   | 5       |       |       |
| Liste "DANIEL"                                                  |         |         | 9,03    | 1       |       |       |
| Vereintes - Forum - Leisach / Burgfrieden                       |         |         |         |         | 33,27 |       |
| Bürgerliste Leisach                                             |         |         |         |         | 23,59 |       |

### Bürgermeister
Zum Bürgermeister gewählt wurde Bernhard Zanon.

### Wappen
Das Gemeindewappen wurde im Jahr 1991 verliehen. Es zeigt in Schwarz eine rote linke Breitblankenflanke mit goldenem Schwert.
Das Schwert steht für die Pfarre zum Erzengel Michael in Leisach, die schwarzen Zinnen für den Ortsteil Burgfrieden. Die Farben der Gemeindefahne sind Gelb und Rot.

## Persönlichkeiten

### Söhne und Töchter der Gemeinde
- Helene Delacher (1904–1943), Zeugin Jehovas und NS-Opfer
- Christoph Zanon (1951–1997), Schriftsteller
- Elisabeth Zanon (* 1955), Ärztin und Politikerin der ÖVP

### Mit der Gemeinde verbundene Persönlichkeiten
- Josef Kugler (1871–1940), Priester und Heimatforscher